# Pedro Rangel
Pedro Rangel (Monclova, Coahuila, 16 de septiembre de 1988) es un voleibolista mexicano participante en los Juegos Olímpicos de Río de Janeiro de 2016 y en el Campeonato Mundial de Voleibol Masculino de 2014 que se celebró en Polonia.